# جوناثان راميس
جوناثان راميس (بالإسبانية: Jonathan Ramis)‏ هو لاعب كرة قدم أوروغواياني في مركز الوسط، ولد في 6 نوفمبر 1989 في أرتيغاس في الأوروغواي. شارك مع منتخب الأوروغواي تحت 20 سنة لكرة القدم. أما مع النوادي، فقد لعب مع إل. دي. يو. كيتو وبنيارول وبيلا فيستا وزاكاتيبيك وغودوي كروز ونادي أونيفرسيداد ناسيونال ونادي راسينغ مونتيفيديو ونادي قادش.

## وصلات خارجية
- جوناثان راميس على موقع إي إس بي إن إف سي (الإنجليزية)
- جوناثان راميس على موقع قاعدة بيانات كرة القدم.إي يو (الإنجليزية)
- جوناثان راميس على موقع Soccerway.com (الإنجليزية)
- جوناثان راميس على موقع AS.com (الإسبانية)